# CYP3A4
Cytochroom P450 3A4 (afgekort CYP3A4) is een lid van de cytochroom P450 enzymfamilie. Het is het belangrijkste enzym dat lichaamsvreemde stoffen in het lichaam omzet. De lever bevat het meeste van dit enzym. Veel toegediende geneesmiddelen worden door dit enzym omgezet. 

## Functie
Het enzym is betrokken bij de synthese van lichaamseigen stoffen zoals steroïden en bij de omzetting van lichaamsvreemde stoffen, zoals gifstoffen en geneesmiddelen. Een geneesmiddel kan hierbij zowel onwerkzaam worden gemaakt of juist worden geactiveerd tot een werkzame stof.

## Aangrijpingspunten
Geneesmiddelen en andere stoffen die worden ingenomen kunnen op drie manieren te maken krijgen met bovenstaand enzym:
- als substraat - het wordt door het enzym omgezet in een andere stof (haloperidol, citalopram, fentanyl, diazepam, domperidon enz.)
- als inhibitor/remmer - het remt de activiteit van het enzym (ketoconazol, claritromycine enz.);
- als inducer/activator - het vergroot de activiteit van het enzym (modafinil, carbamazepine, Sint-Janskruid enz.).

Verandering in activiteit kan leiden tot een groot verschil in werking van het toegediende middel. Ook voedingsstoffen zoals grapefruit en pompelmoes zijn van invloed en remmen het enzym.